# Piazza Bologni

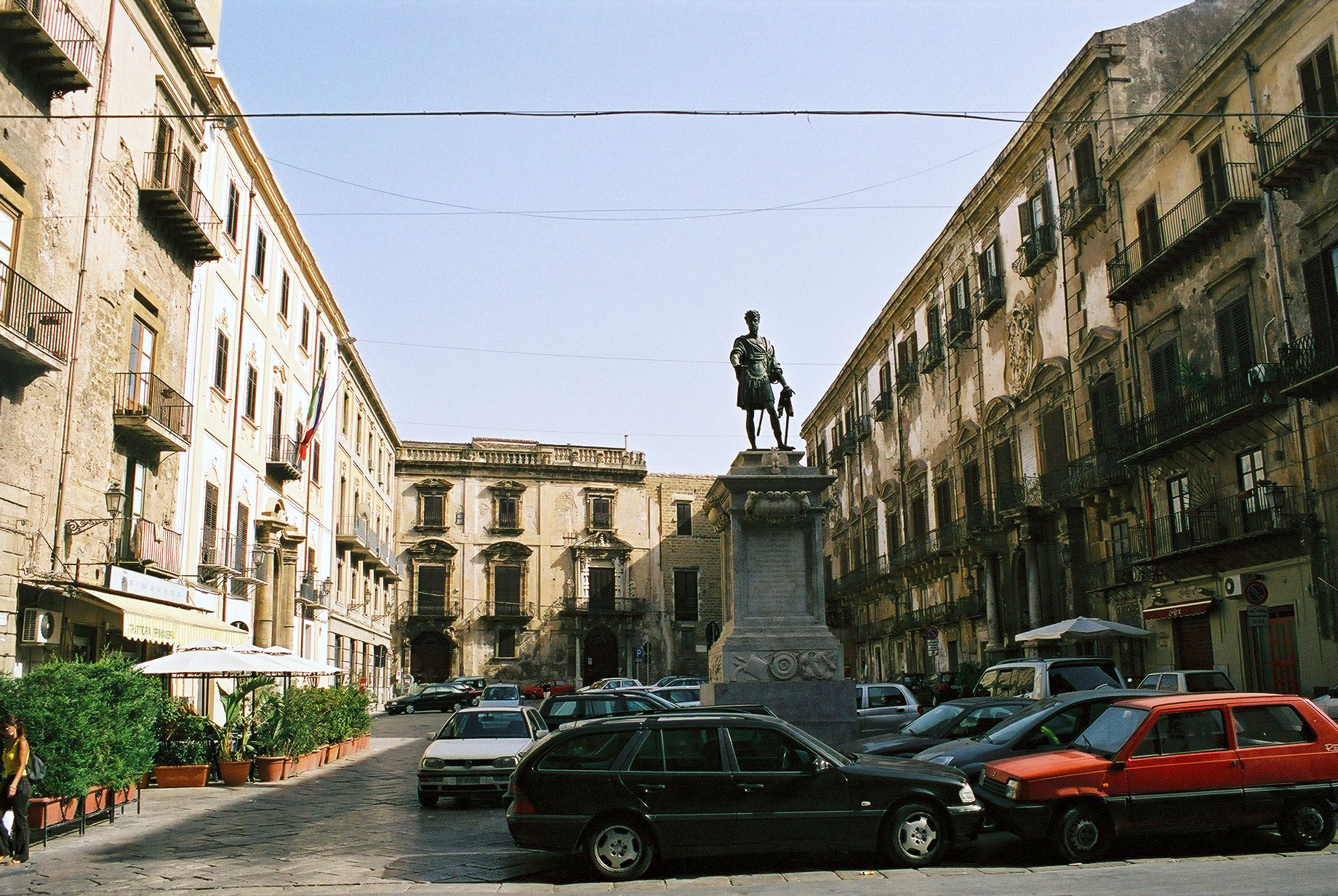
Piazza Bologni mit dem Standbild Karls V.

Die Piazza Bologni (oder Piazza Bologna) ist ein Platz im Viertel Albergheria der historischen Altstadt von Palermo. Er liegt am Corso Vittorio Emanuele zwischen dem Normannenpalast und den Quattro Canti.
Der Platz wurde ca. 1566 gebaut. Bald bürgerte sich der Name Piazza Bologna ein, benannt nach dem Palast der Familie Bologna, der von 1573 Aloisio Bologna, Baron von Montefranco, errichtet worden war. Der Platz hat eine rechteckige Form von etwa 30 × 80 m. Er erstreckt sich ungefähr in Nord-Süd-Richtung (genauer: Nordnordwest-Südsüdost) und stößt mit seiner nordwestlichen Schmalseite an den Corso Vittorio Emanuele. Er wird von drei Palästen umgeben, dem Palazzo Alliata di Villafranca, dem Palazzo Ventimiglia-Riso und dem Palazzo Ugo.
Auf dem Platz steht ein Denkmal Karls V. Die Bronzestatue ist ein Werk von Scipione Li Volsi (1630).
An der Südwestseite des Platzes liegt der Palazzo Alliata di Villafranca, er wurde auf dem Gebiet des ehemaligen Palazzo Bologna errichtet, nachdem dieser bei einem Erdbeben 1751 in Palermo zerstört worden war. Daneben, auf der südöstlichen Seite, befindet sich der Palazzo Ugo, der in der ersten Hälfte des 18. Jahrhunderts von Vincenzo Ugo in Auftrag gegeben wurde. Der linke Flügel des Gebäudes wurde im letzten Weltkrieg zerstört. Gegenüber dem Palazzo Ugo auf der anderen Seite des Cassaro im Nordosten befinden sich der Palazzo Belmonte-Riso und die Ruine des Palazzo Geraci. Der Palazzo Belmonte-Riso wurde 1784 vom Architekten Venanzio Marvuglia erbaut. Das Wappen der Familie gestaltete der Bildhauer Ignazio Marabitti. Auch der Palazzo Geraci ist Werk Marvuglias. Der Bildhauer Marabitti schuf hier diverse Skulpturen. Der Palast wurde allerdings in den Kriegen größtenteils zerstört.